# Charmois (Territoire de Belfort)
Charmois – miejscowość i gmina we Francji, w regionie Burgundia-Franche-Comté, w departamencie Territoire de Belfort.
Według danych na rok 1990 gminę zamieszkiwało 227 osób, a gęstość zaludnienia wynosiła 54 osoby/km² (wśród 1786 gmin Franche-Comté Charmois plasuje się na 520. miejscu pod względem liczby ludności, natomiast pod względem powierzchni na miejscu 867.).